# Ruthenium(III)-bromid
Ruthenium(III)-bromid ist eine chemische Verbindung des Rutheniums und zählt zu den Bromiden. Es handelt sich um einen schwarzen, kristallinen Feststoff.

## Gewinnung und Darstellung
Ruthenium(III)-bromid lässt sich direkt aus den Elementen bei Temperaturen von 450 °C und erhöhtem Druck gewinnen.
{\displaystyle {\ce {2Ru + 3Br2 -> 2RuBr3}}}
Eine Alternative ist die Reaktion von Ruthenium(VIII)-oxid mit Bromwasserstoff.

## Eigenschaften
Ruthenium(III)-bromid kristallisiert in zwei verschiedenen Strukturen, die bei 383 K ineinander übergehen. Oberhalb dieser Temperatur kristallisiert die Verbindung in einer hexagonalen Struktur in der Raumgruppe P63/mcm (Raumgruppen-Nr. 193) mit den Gitterparametern a = 652 pm und c = 589 pm sowie zwei Formeleinheiten pro Elementarzelle.
Unterhalb von 383 K ist diese Struktur orthorhombisch verzerrt und kommt nun in der Raumgruppe Pmmn (Nr. 59) mit den Gitterparametern  a = 1126 pm, b = 587 pm und c = 650 pm sowie vier Formeleinheiten pro Elementarzelle vor. In beiden Strukturen bilden sich lange Ketten von flächenverknüpften Oktaedern aus, die Verzerrung kommt durch die Bildung von Paaren jeweils zweier Rutheniumatome zustande.